# Green Park (stacja metra)
Green Park – podziemna stacja metra w Londynie, położona w dzielnicy City of Westminster. Działa od 1906 roku i obecnie obsługuje trzy linie: Piccadilly line, Victoria Line i Jubilee Line. Co roku korzysta z niej ok. 30 milionów pasażerów. Stacja należy do pierwszej strefy biletowej.
9 października 1975 przed jednym z wejść wybuchła bomba podłożona przez północnoirlandzkich terrorystów. W wyniku eksplozji śmierć poniosła jedna osoba, 23-letni mężczyzna.